# 蒙波捷
蒙波捷（法語：Montpothier，法語發音：[mɔ̃pɔtje]）是法国奥布省的一个市镇，属于塞纳河畔诺让区。

## 地理
蒙波捷（48°34'21"N, 3°31'7"E）面积7.72 平方千米，位于法国大東部大區奥布省，该省份为法国中北部省份，北起马恩省，西接塞纳-马恩省，西南至约讷省，东南至科多尔省，东临上马恩省。
与蒙波捷接壤的市镇（或旧市镇、城区）包括：巴尔比斯、拉索尔索特、大维勒诺克斯、卢昂-维勒格吕-方丹。

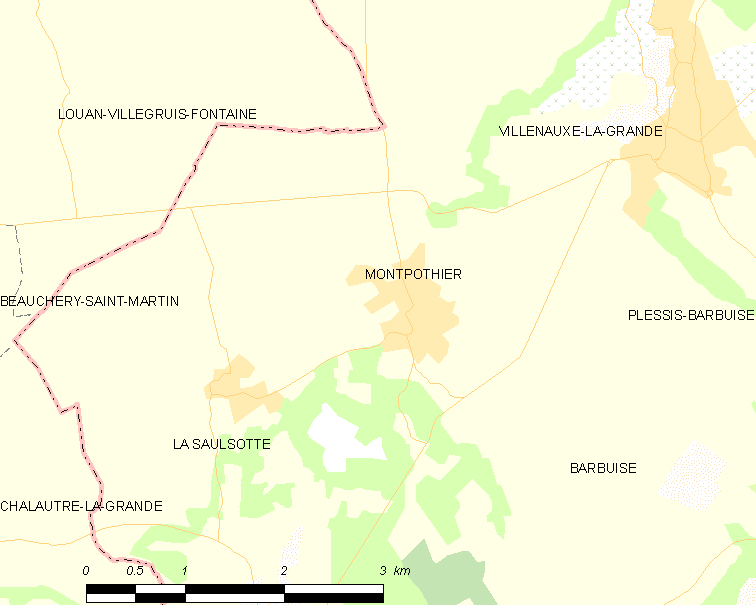
蒙波捷的OSM定位图

蒙波捷的时区为UTC+01:00、UTC+02:00（夏令时）。

## 行政
蒙波捷的邮政编码为10400，INSEE市镇编码为10254。

## 政治
蒙波捷所属的省级选区为塞纳河畔诺让县。

## 人口

1962-2008年间蒙波捷人口变化图示

蒙波捷于2022年1月1日时的人口数量为329人。